# Chassigny
Pequena seção do Chassigny sob luz polarizada (JPL)
O meteorito Chassigny é um meteorito marciano cuja queda foi testemunhada em 3 de Outubro de 1815 às 8:00 da manhã em Chassigny, Alto Marna, França. O Chassigny é que dá nome aos meteoritos chassignitos, e representa o "C" na sigla SNCs. O Chassigny é um cumulato constituído de olivina (dunito). É composto quase completamente por olivina com camadas intercaladas de piroxena, feldspato, e óxidos. O Chassigny era o único chassignito conhecido até a descoberta do NWA2737 no Saara marroquino, no noroeste da África.
O Chassigny é particularmente importante porque, ao contrário da maioria dos SNCs, ele contém compostos de gases nobres diferentes da atual atmosfera marciana. Essas diferenças são presumivelmente devidas à natureza cumulativa desse meteorito, derivada do magma.